# Mörrum
Mörrum ist ein Ort (tätort) in der schwedischen Provinz Blekinge län und in der historischen Provinz Blekinge.

## Lage
Mörrum gehört zur Gemeinde Karlshamn. Der Ort liegt gut 50 km Luftlinie westlich der Provinzhauptstadt Karlskrona und etwa sieben Kilometer nordwestlich des Gemeindezentrums Karlshamn am Fluss Mörrumsån. Der nach dem Ort benannte Fluss mündet vier Kilometer südlich von Mörrum in die Pukavikbucht der Ostsee und ist einer der bekanntesten Lachsflüsse Schwedens, was sich auch im Wappen des Ortes widerspiegelt. Zwei Gebiete westlich und östlich der Mündung des Mörrumsån mit einer Gesamtfläche von 2740 Hektar, die Küstenabschnitte, vorgelagerte Inseln und Seegebiet umfassen, stehen seit 2001 als nach der Ramsar-Konvention geschützte Feuchtgebiete von internationaler Bedeutung unter Schutz. Mörrum ist der zweitgrößte Ort der Gemeinde nach ihrem Zentralort Karlshamn.
Der Ort liegt an der Eisenbahnstrecke von Hässleholm nach Karlskrona, die auf dem Abschnitt östlich Kristianstad ursprünglich Privatbahn, 1942 verstaatlicht und erst in den 1950er-Jahren von Kapspur auf Normalspur umgebaut wurde. Auf dieser heute Blekinge-Küstenbahn (Blekinge kustbana) genannten Strecke verkehrt der Öresundståg, der auf diesem Zweig seines Netzes Karlskrona und die anderen Städte des Küstengebietes von Blekinge und Ostschonen mit der Öresundregion verbindet. Südlich des Ortes führt der dort autobahnartig ausgebaute schwedische Teil der Europastraße 22 vorbei, der entlang der Südostküste des Landes von Trelleborg nach Norrköping verläuft.

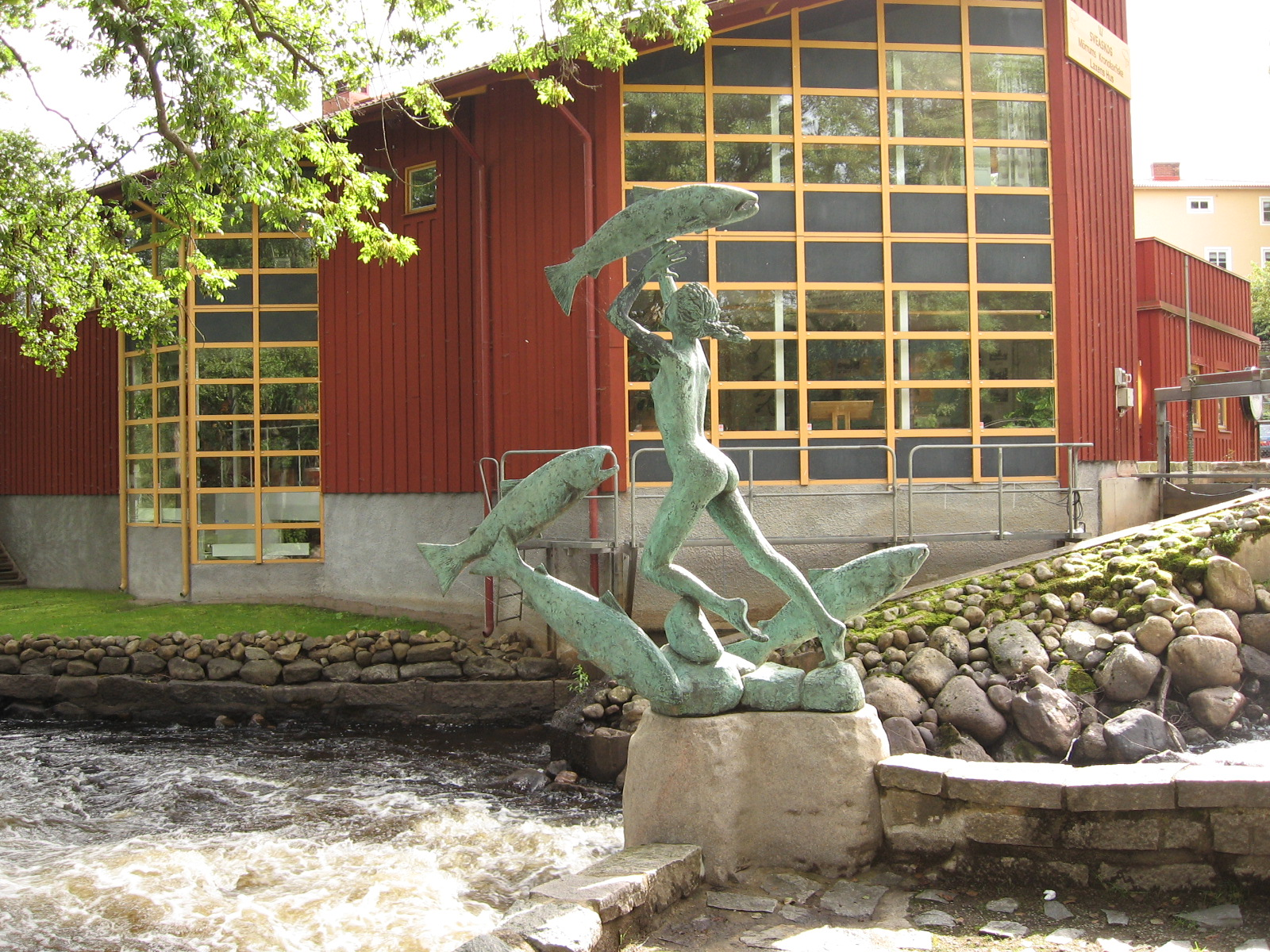
Laxens Hus und Skulptur am Mörrumsån in Mörrum
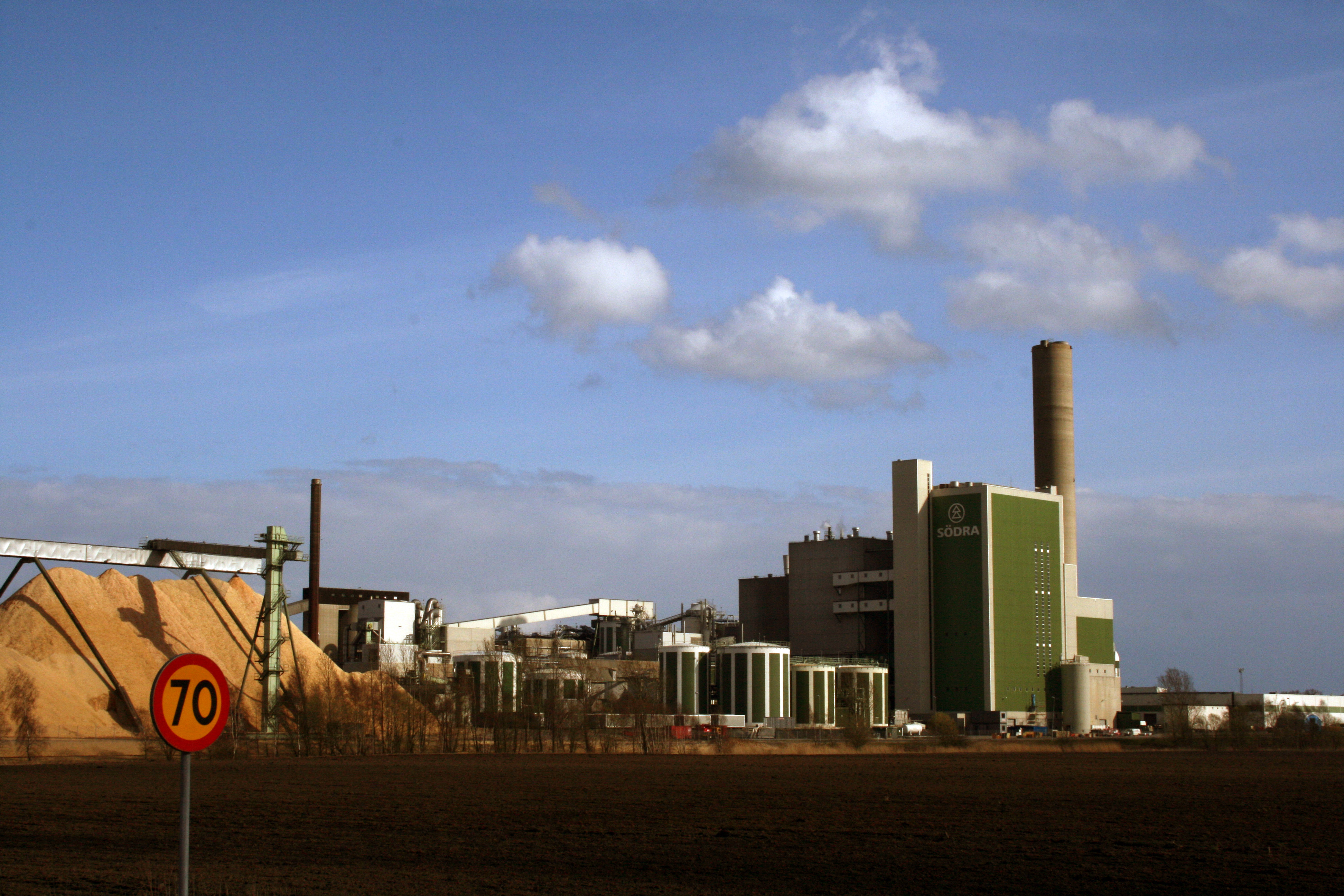
Zellulosefabrik Mörrum
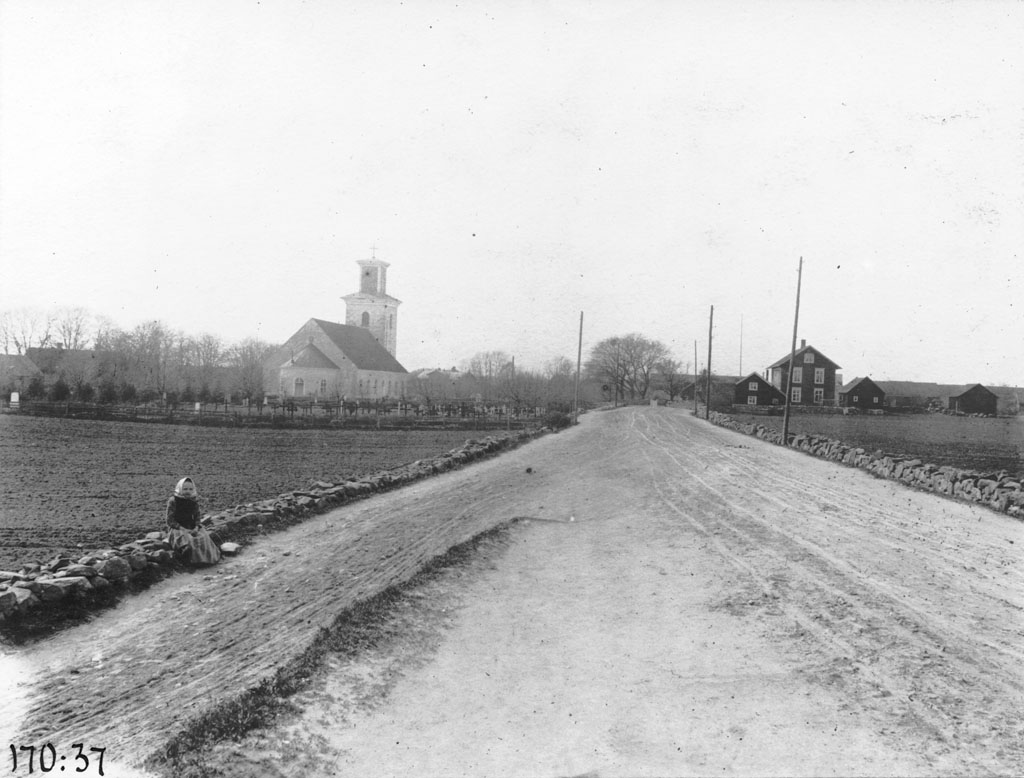
Kirche von Mörrum (1894)
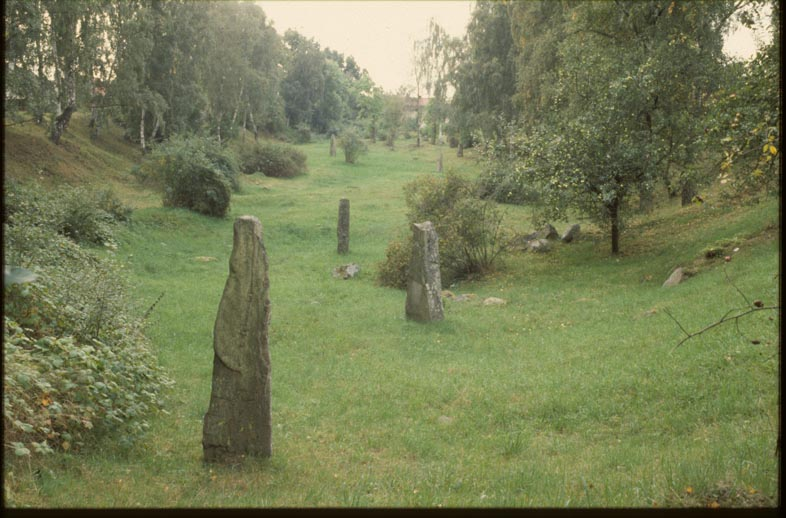
Gräberfeld

## Geschichte
Westlich des Sölvesborgvägen liegt ein teilweise überbautes etwa 65 × 20 m großes Gräberfeld bestehend aus Bautasteinen bis zu 1,8 m Höhe. 
An Stelle des heutigen Ortes gab es bereits im 11. Jahrhundert eine Kirche, über die nur wenig bekannt ist. Nach mehreren Neu- und Umbauten wurde die bis heute existierende Kirche 1847 geweiht.
Nach der Kommunalverordnung von 1862 wurde Mörrum im folgenden Jahr Zentrum einer Landgemeinde (landskommun) der Harde Listers härad. 1952 wurde ihr die benachbarte Landgemeinde und frühere Stadt Elleholm angeschlossen. So entstand eine Großgemeinde (storkommun), die wiederum 1967 in der Gemeinde Karlshamn aufging.
Heute ist der Ort vor allem für das Haus des Lachses (Laxens Hus) bekannt, ein 1992 eingeweihtes Museum mit Forschungszentrum, das dem Lachs und dem Lachsfang gewidmet ist.

## Wirtschaft
Bedeutendste Unternehmen in Mörrum sind ein Werk des Sanitärtechnikherstellers Ifö Sanitär sowie eine Zellulosefabrik der Södra Cell AB.

## Sport
In Mörrum ist der 1966 gegründete Eishockeyclub Mörrums GoIS IK beheimatet, der gegenwärtig (2010/11) in der dritthöchsten schwedischen Spielklasse, der Division 1, spielt.